# Suzuki Twin
Suzuki Twin — кей-кар, выпускавшийся с 22 января 2003 по октябрь 2005 года японской компанией Suzuki.

## Описание
Suzuki Twin продавался исключительно в Японии. Автомобиль продавался как в гибридном, так и в негибридном исполнении.
Twin являлся первым гибридным кей-каром, продававшимся на японском рынке. В соответствии с японским испытательным циклом, расход топлива версии с ДВС составлял 4,54 л/100 км, а гибридной версии — 2,93 л/100 км.
Suzuki Twin имел множество уникальных функций, включая пассажирское сиденье, которое могло складываться полностью и превращаться в лоток для хранения, и один электростеклоподъёмник со стороны водителя.
Впервые Suzuki Twin был представлен в 2002 году на Токийском автосалоне под названием Suzuki PU3 Commuter. Серийный выпуск автомобиля начался в 2003 году.

В августе 2003 года автомобильный журнал Car and Driver провёл тест-драйв Twin с преимущественно негативными замечаниями. Ускорение, хранение и внутреннее оснащение Twin были подвергнуты критике, в то время как высота и диаметр поворота получили положительную оценку.

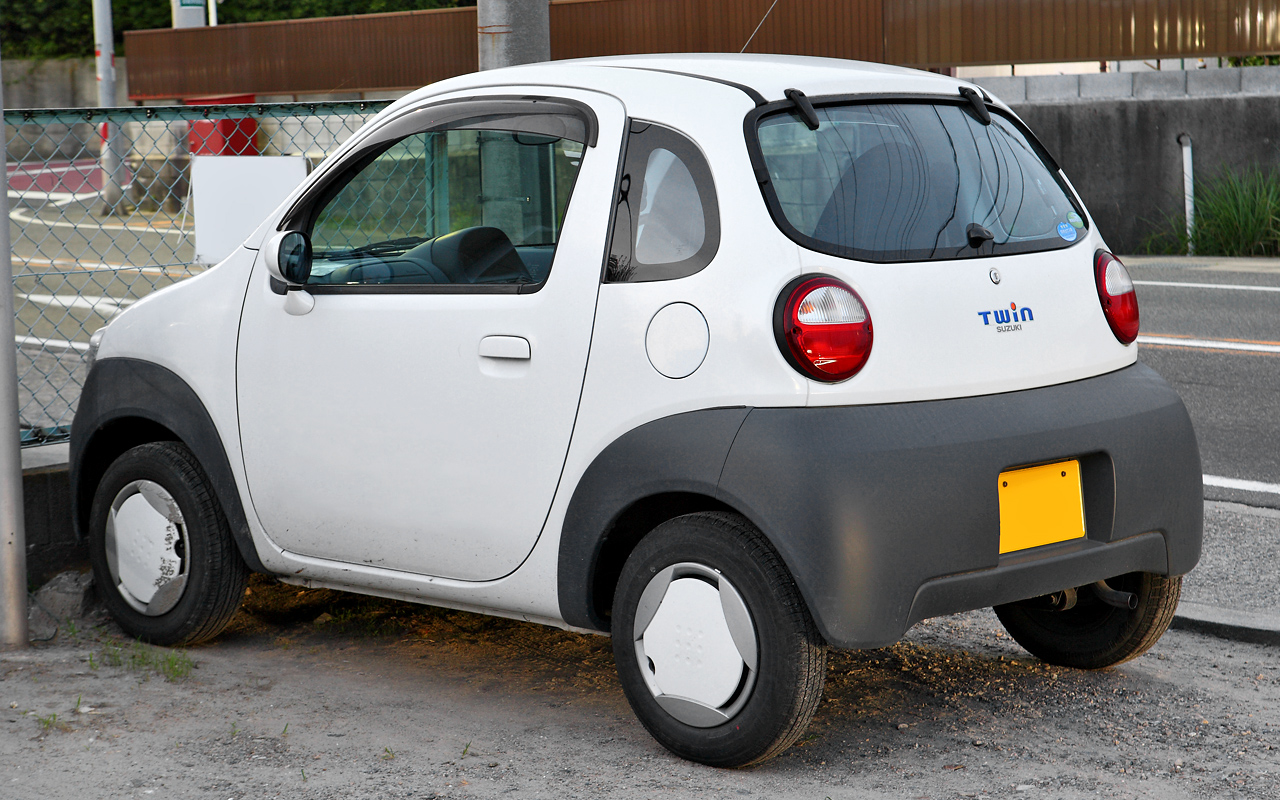
Вид сзади
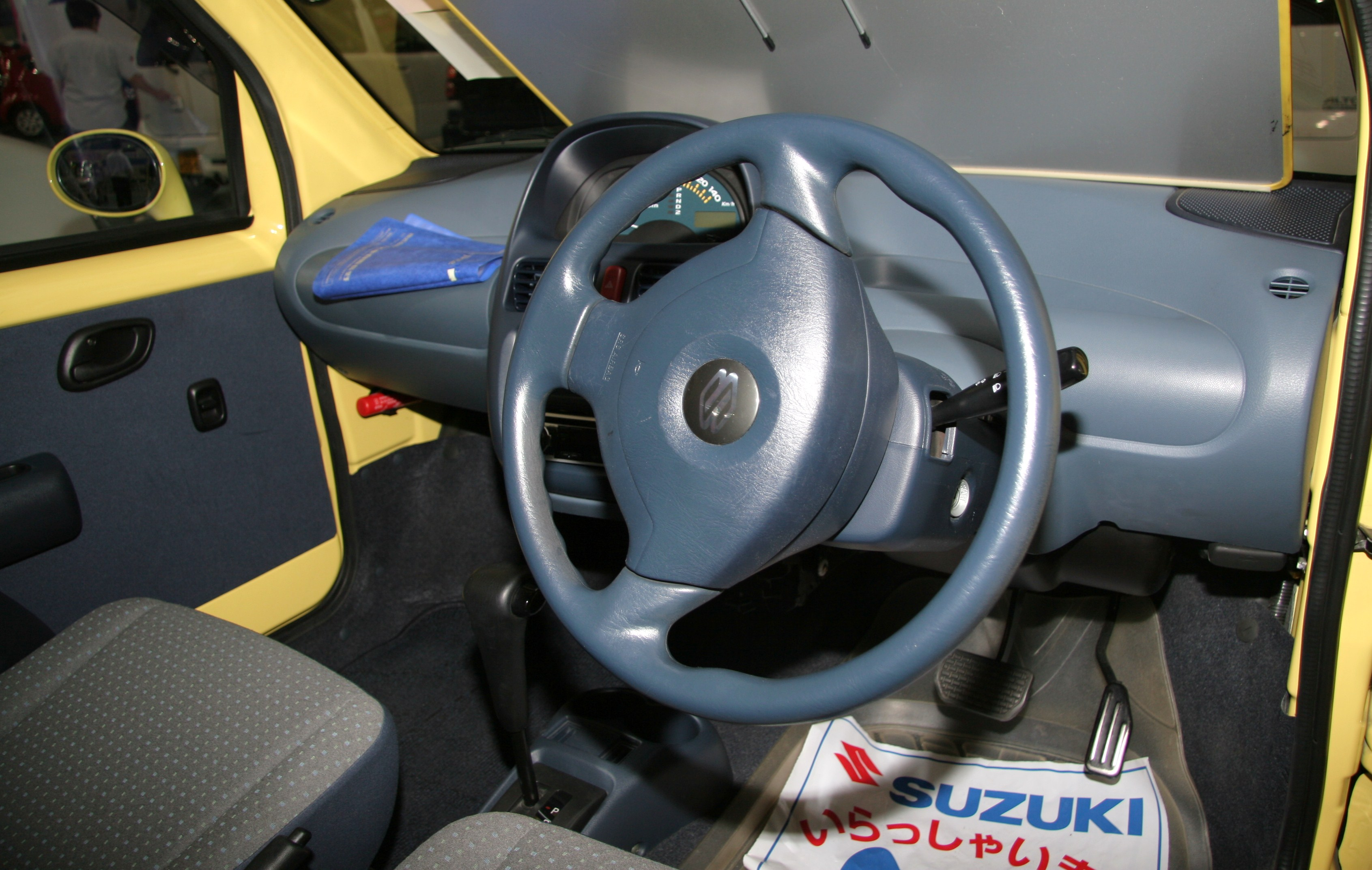
Интерьер